# Imbrius
Imbrius is een kevergeslacht uit de familie van de boktorren (Cerambycidae). De wetenschappelijke naam van het geslacht werd voor het eerst geldig gepubliceerd in 1866 door Pascoe.

## Soorten
Imbrius omvat de volgende soorten:
- Imbrius acutipennis (Fisher, 1935)
- Imbrius allardi Hüdepohl, 1992
- Imbrius corrugatus Hüdepohl, 1990
- Imbrius diehli Hüdepohl, 1989
- Imbrius ephebus Pascoe, 1866
- Imbrius geminatus Holzschuh, 2005
- Imbrius lineatus Pascoe, 1866
- Imbrius micaceus (Pascoe, 1858)
- Imbrius similis Hüdepohl, 1990
- Imbrius simulator Holzschuh, 2005
- Imbrius subargenteus (Gressitt & Rondon, 1970)
- Imbrius uniformis Holzschuh, 2010